# Kutawaringin (Taraju)
Kutawaringin is een bestuurslaag in het regentschap Tasikmalaya van de provincie West-Java, Indonesië. Kutawaringin telt 4260 inwoners (volkstelling 2010).